# 干草の収穫 (ブリューゲル)
『干草の収穫』（ほしくさのしゅうかく、蘭: De hooioogst 、英: The Hay Harvest）、または『干草作り』（ほしくさづくり、英: The Haymaking）は、初期フランドル派の巨匠ピーテル・ブリューゲルが1565年に板上に油彩で描いた絵画である。画家が制作した6点 (5点が現存している) の季節画連作のうちの1点である。本作を含む連作は、アントウェルペンの金融業者で美術収集家でもあったニコラース・ヨンゲリンク により委嘱された。その後、連作はアントウェルペン市の所有となったが、1594年にネーデルラント総督エルンスト・フォン・エスターライヒ大公に寄贈された後、エルンスト大公の兄であった神聖ローマ皇帝ルドルフ2世の手中に帰した。1659年には、レオポルト・ヴィルヘルム・フォン・エスターライヒ大公の財産目録に記録されている。現在、本作はプラハ国立美術館 (ロブコヴィッツ宮殿) に所蔵されている。

## 背景
本作を含む「季節画」6連作の制作を依頼した二コラース・ヨンゲリンクは、ハプスブルク家の為政者に仕えた人物で、彼はこの連作以外にも『バベルの塔』、『ゴルゴタの丘への行進』(ともにウィーンの美術史美術館所蔵) など16点のブリューゲル作品を所有していた重要なパトロンであった。
ヨンゲリンクは、アントウェルペンの郊外テル・ベーケに広大な敷地と別荘を持ち、その1室に「季節画」6連作を飾った。当時、ヨンゲリンクなど富裕層の人々は、経済活動の激務から解放されるために週末に近郊の別荘のサロンで文化交流を享受していた。ヨンゲリンクの別荘には、イタリア・ルネサンス様式を導入したフランス・フロリスの神話画連作『ヘラクレスの功業』も掛けられていた。ヨンゲリンクと知識階級の友人たちは、フロリスの古典古代の英雄的主題とブリューゲルの雄大な自然の中で勤勉に働く農民讃歌の対比に大いに議論を楽しんだであろう。

## 作品
ブリューゲル研究者の森洋子によると、フランドルの聖務日課書や時祷書、フランドル、ドイツ、フランスなどの月歴版画とブリューゲルの「季節画」の相違は、ブリューゲルが農民を主人公として描き、貴族や市民の月歴行事を描かなかったことである。また、ブリューゲルは月々の伝統的な農事に捉われることなく、季節感にあふれた自然環境の中で勤勉に働く農民を讃えている。
本作は初夏の明るい日差しを受けて、心軽やかに仕事に励む農民を描いた明るく、愉しい作品である。前景の村道の褐色、中景の牧草地と丘陵の黄緑色、背景の青色からなる色彩構成は基本的にヨアヒム・パティニールを継承している。しかし、その絵画世界は全く異なり、自然と一体となって働く農民たちの溌剌とした姿が印象深い。
ネーデルラントでは、干草の収穫は一般に6月から7月にかけて行われる。オランダ語で7月の俗称は「干草の月」 (Hooimaand) である。画面では、農民たちが草原で牧草刈りに忙しい。刈られた草は日中は陽に干し、夕方、朝夕の霧に触れないようにそれを山積みにするという作業が何日か繰り返される。こうしてできた干草は馬車に積み上げ、納屋へ運ぶのである。前景では、母と2人の娘たちがそれぞれ干草用のレーキを手に急ぎ足で村道を歩いている。

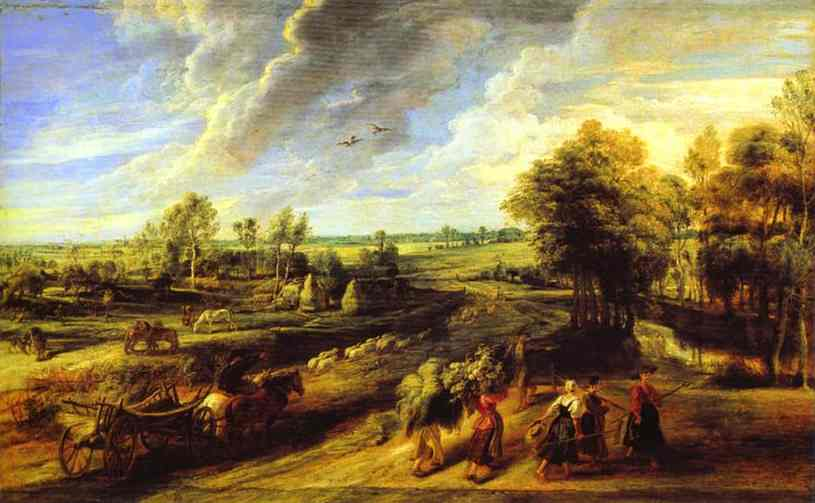
ピーテル・パウル・ルーベンス『野良仕事の帰り』 (1640年ごろ、パラティーナ美術館、フィレンツェ)

彼らとは反対方向を歩む農民たちは、頭上の籠でサクランボ、イチゴなどの果実、インゲン、大豆、キャベツなどの農産物を重そうに運んでいる。ブリューゲルの下絵素描『夏』では、果実や野菜の収穫は「6月」に属している。本作は、6月から7月にかけての季節を表しているといえよう。
中景の農家の裏庭では長い竿を利用しての井戸からの水運び装置があり、その上方では村人たちの弓術大会が見られる。連作中の1点である『暗い日』(美術史美術館、ウィーン) 同様、激しい労働と休息としての遊戯の共存である。
本作は17世紀フランドル派の巨匠ピーテル・パウル・ルーベンスを魅了したようで、その影響を受けて、フィレンツェのパラティーナ美術館にある『野良仕事の帰り』などの一連の風景画を制作している。

## 季節画連作
現存する『季節画』は以下の作品である。

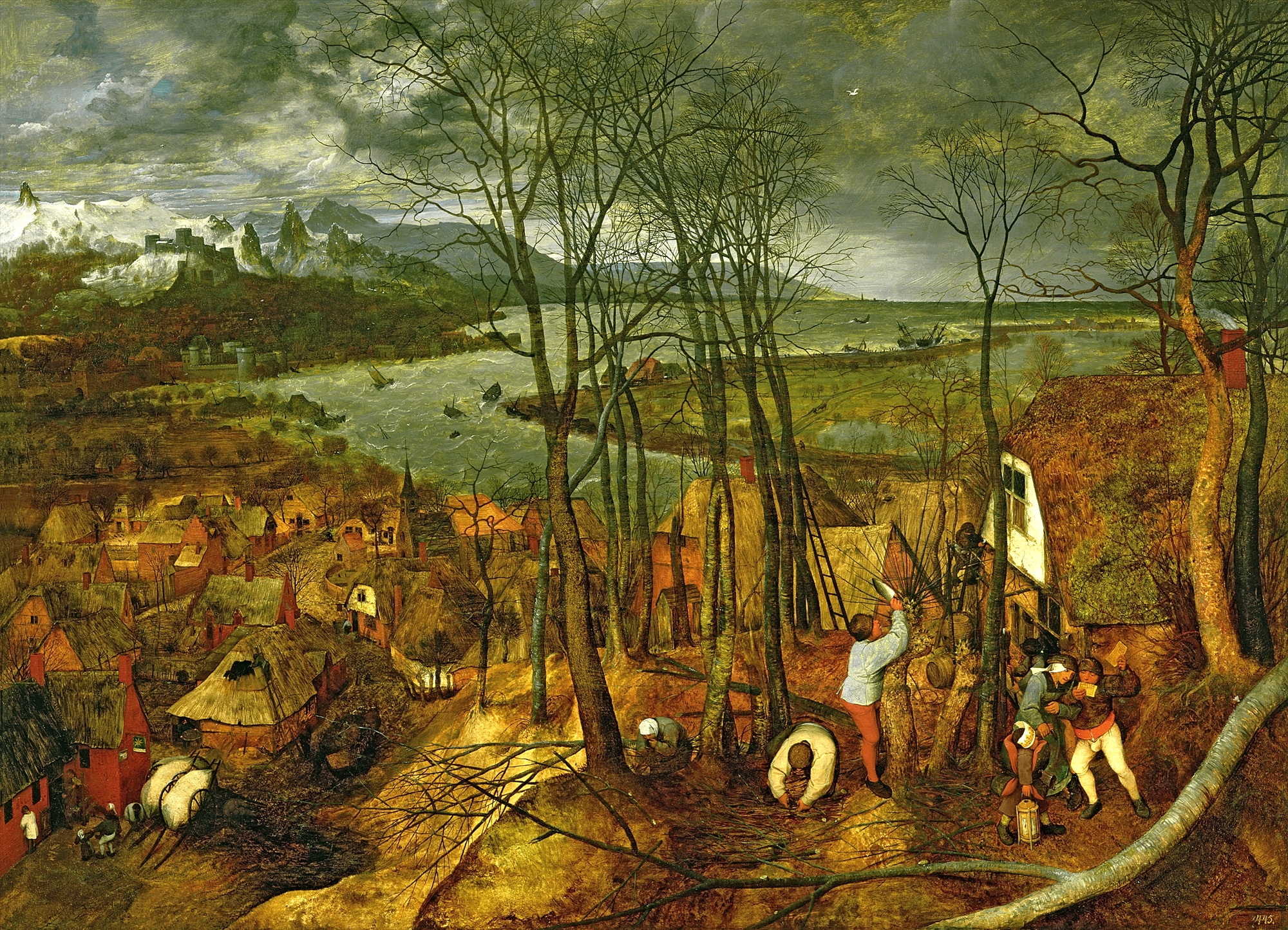
『暗い日』、美術史美術館 (ウィーン)
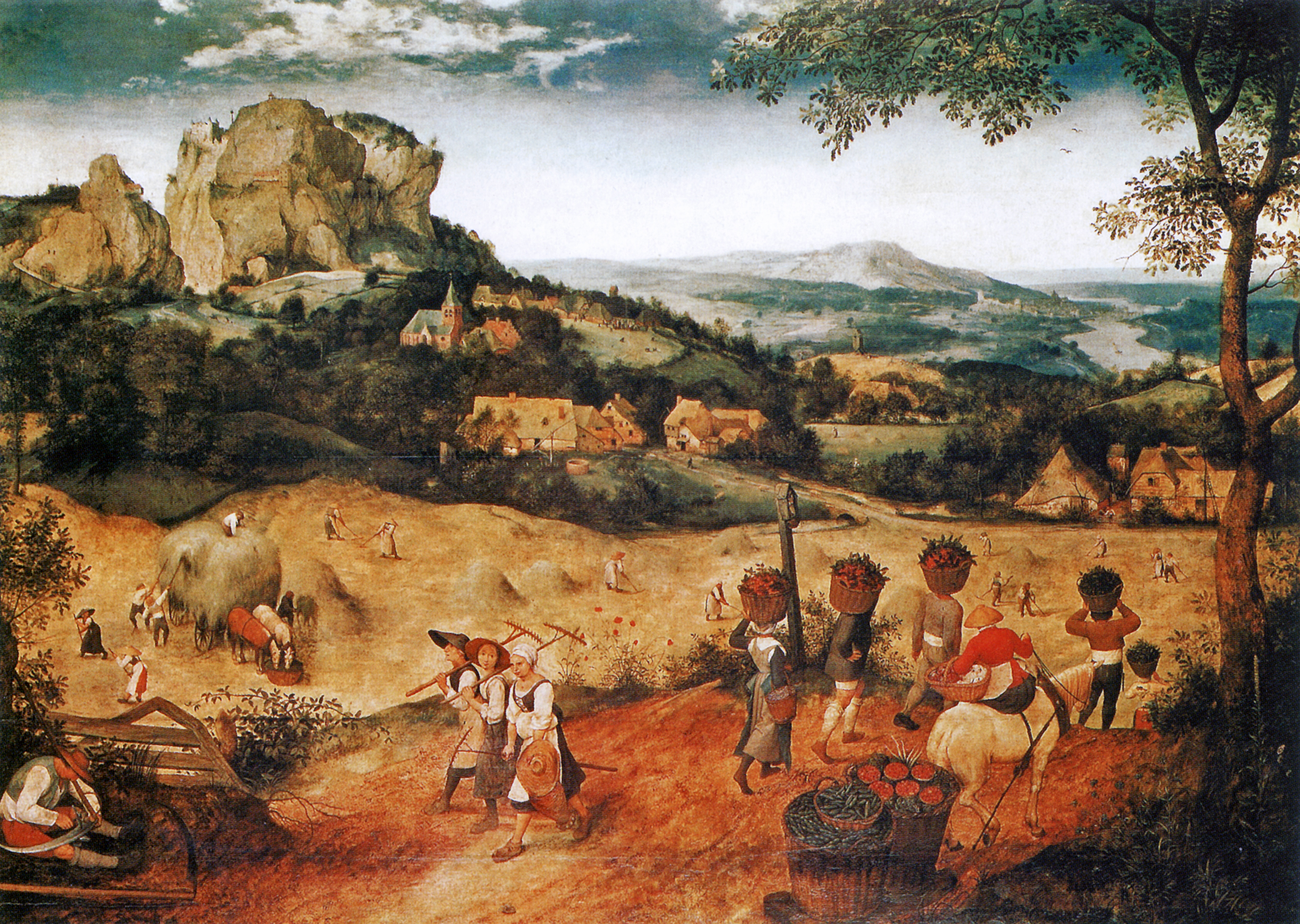
『干草の収穫』、 プラハ国立美術館
『穀物の収穫』、メトロポリタン美術館
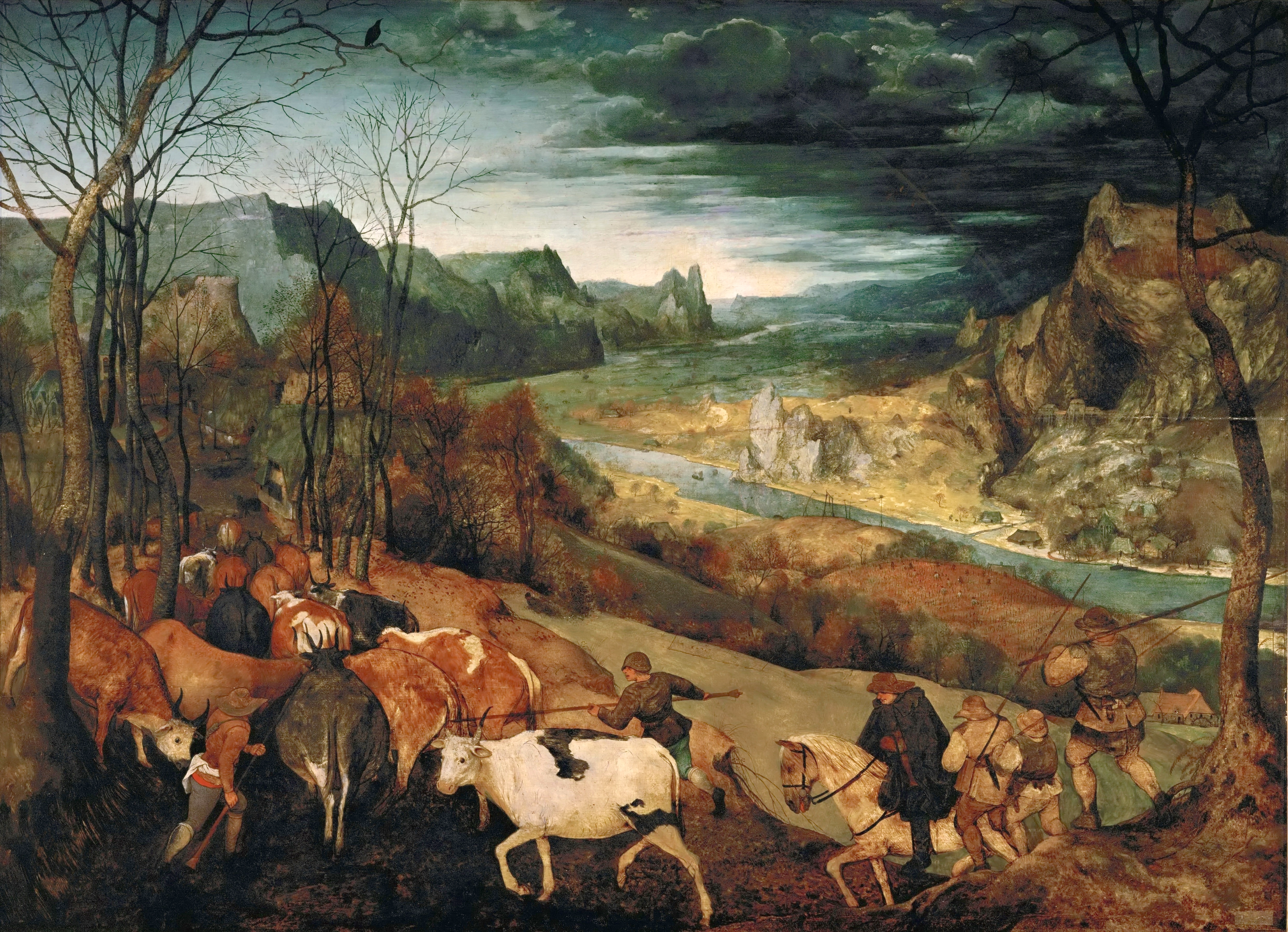
『牛群の帰り』、美術史美術館 (ウィーン)
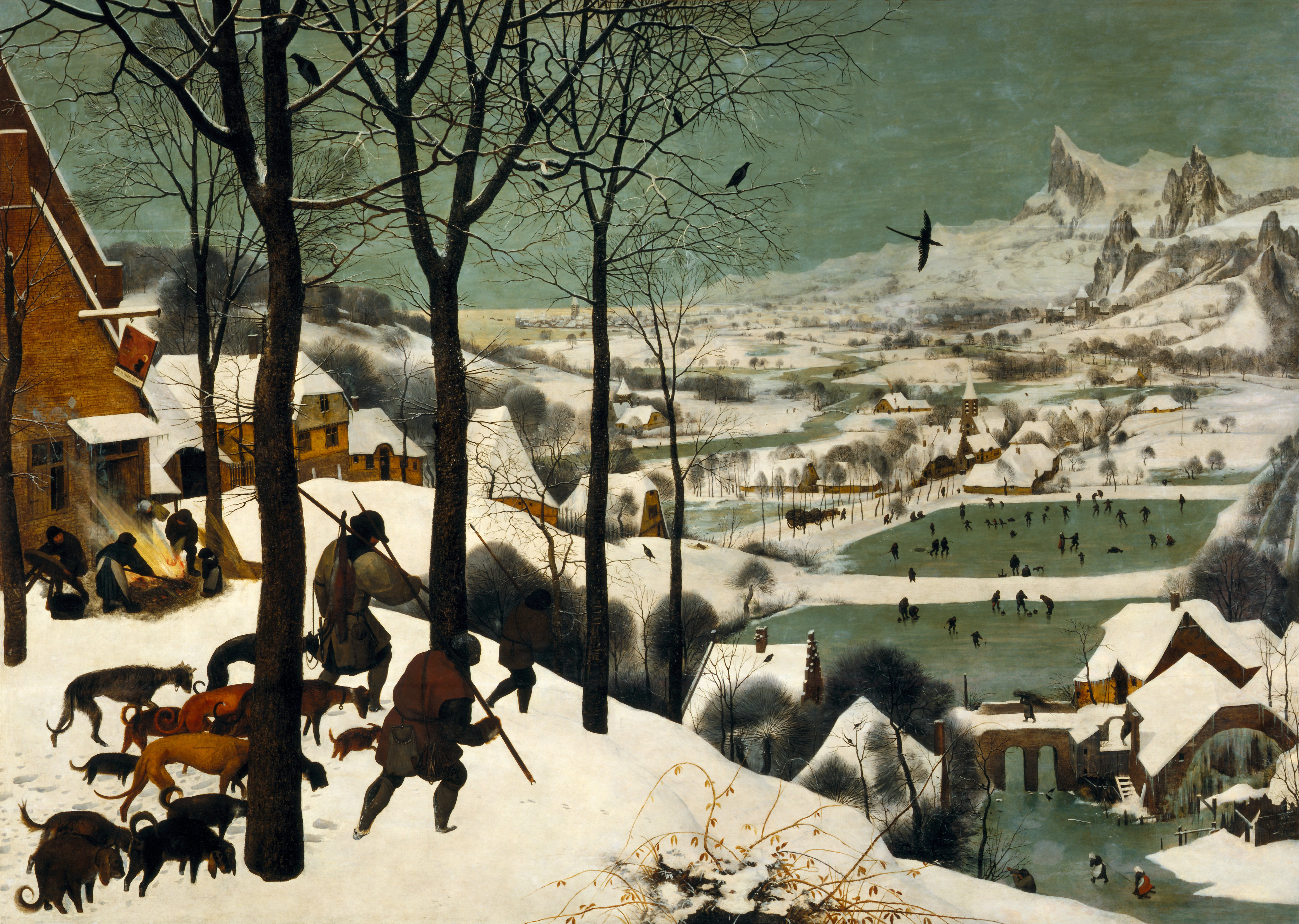
『雪中の狩人』、美術史美術館 (ウィーン)